# Théodore François Millet
Pour les articles homonymes, voir Millet.
Théodore François Millet est un général français de la Révolution et de l'Empire, né le 15 septembre 1776 à Sourdeval (Manche) et mort le 15 février 1819 dans cette même ville.

## Biographie

### Sourdevalais d'origine
Né à Sourdeval en 1776, Théodore est le fils de Denis Millet (1730 — 24 juillet 1783), marchand armurier, cuivrier et étamier, et de Jacqueline Anne Lemaignen, fille d’un libraire de Mortain né à Bion en 1708.  Ses parents habitent Sourdeval, à proximité de l’actuelle rue du Capitaine Duval. Sa mère est veuve en 1783 et élève seule ses six enfants, dont :
- une fille aînée, Jacqueline Perrine, qui épouse Thomas Vigeon en 1792 à Saint-Sauveur-de-Chaulieu.
- Victor Jean François (né en 1767 à Sourdeval), chirurgien. Il est le grand-père de Ferdinand André Fouqué, géologue français, professeur d’histoire naturelle au Collège de France et membre de l’Institut de France.
- une fille qui épouse Jacques Michel Fauvel, notaire.
- Guillemine Jeanne Denise, née en 1778, qui épouse André Jean Marie Trochon, secrétaire de mairie en 1805 à Sourdeval.

### 1793
Le 23 février 1793, la Convention nationale vote la levée en masse de 300 000 hommes, pris parmi les célibataires ou veufs de 18 à 25 ans afin de faire face à la Première Coalition. L'arrondissement de Mortain doit fournir 1 028 hommes pour former le 10e bataillon de volontaires de la Manche. Victor, frère aîné de Théodore, chirurgien et sur le point de se marier, est tiré au sort. Théodore, qui a commencé ses études — interrompues en mai 1793—, comprend les ennuis profonds de son frère aîné et décide de partir à sa place. Il accourt au chef-lieu d’arrondissement de Mortain et est incorporé le 16 juin 1793 : il n'a alors que 16 ans et 9 mois. Le lendemain de ses 17 ans, il est élu lieutenant par sa compagnie.

### Soldat de la Révolution et de l'Empire
Affecté à l'armée des côtes de Cherbourg, les ports de Cherbourg et du Havre sont ses premières garnisons, d’où sont surveillés les Anglais. Il est envoyé ensuite avec sa compagnie réprimer l'insurrection vendéenne. La première campagne d'Italie (1796-1797) est l'occasion pour lui de se distinguer, tout particulièrement à la bataille du pont d'Arcole. Il participe également à la seconde campagne d'Italie (1799-1800), où, le 25 prairial an VIII, lors de la bataille de Marengo, il fait preuve d’intelligence de bravoure et en est récompensé par le grade de capitaine : il a alors 24 ans. La croix de chevalier de la Légion d'honneur lui est décernée le 14 juin 1804.
Cantonné à Boulogne où se prépare une « descente en Angleterre », il part en manœuvre du côté de Dieppe embarqué sur une chaloupe canonnière. Le 6 floréal an XIII, il est attaqué par des Anglais bien supérieurs en nombre. Échoué sur les bancs de sable de la baie de Somme, la résistance qu'il offre aux Britanniques incitent ces derniers à se retirer.  La Troisième Coalition et la campagne d'Autriche de 1805 trouve leur terme à Austerlitz où Millet, à la tête d’une compagnie de voltigeurs, attire sur lui le regard de ses supérieurs. Le 14 octobre 1806, au cours de la bataille d'Iéna, Napoléon interroge : « combien d’hommes en face ? » Le maréchal Bessières, de retour d'une reconnaissance, répond 50 000. L’Empereur demande également son avis au capitaine Millet qui donne une fourchette de 70 à 80 000 hommes, ce qui s'avère car Millet est allé plus en avant dans sa reconnaissance, comme le concède d'ailleurs Bessières.
À la suite de la bataille de Pułtusk, il est promu à Varsovie. Le général Suchet propose pour le 40e de ligne — à qui il manque un chef de bataillon — Millet dont il connaît le mérite. Il le fait appeler et le présente à Napoléon qui constate : « il est bien jeune, ce serait une faveur. » Suchet rappelle à l’Empereur l'épisode d'Iéna et celui-ci approuve alors son avancement au grade supérieur. Lors de son cantonnement à Waldenbourg, sa rencontre avec Charlotte Frédérique Sophie Toëpfer dont il tombe éperdument amoureux manque de compromettre sa carrière. Jeune Silésienne, donc Prussienne, ses parents sont de riches commerçants ruinés par la guerre. Il souhaite l'épouser, mais le maréchal Soult s’y oppose. Alors que Millet passe devant l'Empereur, ce dernier remarque son chapeau percé par une balle et lui lance : « vous êtes Normand, vous présenterez votre chapeau à une Cauchoise ! » Le mariage se fait néanmoins. 
Envoyé en Espagne, il participe au second siège de Saragosse en 1809. Millet y reste fidèle à sa réputation de courage, de sang-froid et d’intelligence au côté du maréchal Lannes qui se rend maître de la ville. Lors de la bataille d'Ocaña, le 19 novembre 1809, il fait preuve de présence d’esprit et d’un remarquable talent. À un moment crucial, dans une position d'où il n'est plus en mesure de recevoir des ordres, il ordonne un mouvement rapide et, à la tête de ses hommes, fond sur les rangs ennemis. Son action, combinée à celles d'un régiment de cavalerie légère et des lanciers polonais, décident de la victoire. En récompense, le maréchal Mortier sollicite et obtient pour Millet le brevet de colonel. Il prend dès lors le commandement du 40e régiment d'infanterie de ligne qu’il n’a jamais quitté et où il a débuté comme simple soldat.
En 1810, il est créé chevalier de l'Empire. Un an plus tard, au moment de la réorganisation de la Grande Armée, il est appelé au commandement du 121e régiment de ligne appartenant à l'armée d'Aragon, sous les ordres du maréchal Suchet, duc d'Albufera. Il en fait un des meilleurs régiments de l’armée. Le 2 mars 1811, il est nommé baron de l’Empire et, le 6 août de la même année, officier de la Légion d’honneur. Le 28 juin 1813, le maréchal Suchet l’informe qu’il a obtenu pour lui le grade de général de brigade auprès de l'Empereur.
Au lendemain de la chute du Premier Empire, bien qu'il ait reçu de Louis XVIII la croix de Saint-Louis, il est placé en demi-solde : il se retire donc dans ses foyers à Sourdeval. Napoléon, de retour de l'île d'Elbe le rappelle au service et l'envoie dans la place forte d'Amiens. Mis en non-activité à la Seconde Restauration, il se retire dans son pays natal où il possède deux fermes, celle de la Tessardière et celle de la Choisinière. Il ne fait pas fortune : « une honorable médiocrité et une réputation sans tache furent l’héritage des êtres qui lui étaient chers ». Il meurt le 15 février 1819, d'une maladie de langueur due à ses pénibles campagnes et blessures. Il est inhumé dans le cimetière de la paroisse de Sourdeval, à quelques mètres de la croix de pierre au côté sud de l’ancienne église — approximativement sous la chaussée de l’actuelle route allant vers Chérencé-le-Roussel. Ce vieux cimetière, qui entoure l’église, a été supprimé vers 1850 mais la dépouille est restée à sa place. 
La veuve du général Millet, élevée dans l’opulence, se trouve fort gênée à la mort de son mari. Toutefois, très instruite, généreuse et femme de caractère, entourée de vraies amitiés comme celle du maréchal Suchet et de la comtesse de Lariboisière, elle se consacre à l’éducation de ses enfants.

### Vie familiale
Le 15 juin 1809 à Palencia en Espagne, il épousa Charlotte Frédérique Sophie Toepffer, alors âgée de 18 ans. Elle était née le 16 mars 1791 à Waldenburg en Silésie Prussienne, d'Auguste Frédéric Toepffer, négociant, et Frédérique Victorine Klauge. Ils eurent 4 enfants : 
1. Théodore Louis Honoré Frédéric Millet, 2e baron Millet (1811 ✝ 1870) (Parrain : Maréchal Suchet, Marraine : Honorine Anthoine de Saint-Joseph, « La Maréchale Suchet »). Il épouse en 1839 Louise Victoire Malouet, fille de Louis Antoine Victor Malouet et petite fille de Pierre Victor Malouet qui ne lui laissera qu’une fille, mariée à M. Puyo, maire de Morlaix et président de la chambre de commerce de cette ville ;
2. Charlotte Anne Marie Victoire Millet (née le 4 janvier 1815 - Sourdeval). En 1842 à Avranches, elle se marie à Eugène Louis Hugues, 3e baron Méquet (1865), (23 septembre 1812 - Cherbourg ✝ 1887), Vice-amiral[1], Grand officier de la Légion d'honneur. Ils eurent une fille qui épousa le Colonel de génie Louis Poncet, Chevalier de la Légion d'honneur.
3. Frédéric Louis Adolphe Guillaume Millet (né le 10 mai 1816, à Sourdeval). Peintre à Paris, il eut un fils décédé des suites de la guerre de 1870, sans postérité.
4. Emma Victoire Charlotte Millet (1818 - Sourdeval ✝ 1901 - Mortain). En 1845 à Avranches, elle épouse Louis Henry Josset, percepteur des Contributions Directes à Mortain, avec qui elle aura deux fils : Henri Josset, avocat et maire de Mortain et Léonce Josset, contrôleur des Contributions Directes.

## Blessures
- À l’occasion d’une escarmouche contre les Vendéens en embuscade, une balle le blesse au cou : il met genou à terre, alors un autre insurgé lui tire dans la hanche mais la balle est arrêtée par l'argent qu’il a dans la poche de sa courte veste.
- Il reçoit un éclat d’obus à la tête le 4 nivôse an IX, à Mincio.
- Le 10 novembre 1810, à l’affaire de Villel, il est blessé d’un coup de feu qui lui enlève la première phalange de l’index de la main droite.
- Le 13 avril 1811, à l’affaire de Castalla, il est frappé d’un coup de feu sur le cou-de-pied droit et d’un autre à la cuisse droite.

## Décorations
- Légionnaire le 14 juin 1804
- Officier de la Légion d'honneur le 6 août 1811
- Chevalier de Saint-Louis le 20 août 1814

## Titres
- Chevalier de l'Empire le 9 septembre 1810
- Baron de l'Empire le 2 mars 1812

## Hommage, honneurs, mentions…
- Son comportement en l'an XIII en baie de Somme mérita une lettre de félicitations que Napoléon Ier lui fait adresser par le maréchal Berthier en témoignage de satisfaction pour cette action d’éclat.
- Le Conseil municipal de Sourdeval délibère le 14 novembre 1858 afin de nommer la partie nord de la rue principale de Sourdeval Rue du Général Millet.
- Le 15 août 1884, Eugène Louis Hugues, 3e baron Méquet, vice-amiral et gendre du général Théodore Millet, offre à l’église de la paroisse de Sourdeval, en mémoire de son beau-père, un vitrail placé approximativement où est inhumé le corps le général.

## Règlement d'armoiries
« Armes de Chevalier de l'Empire : D'azur à la bande cousue de gueules, chargée en cœur de l'insigne des chevaliers légionnaires ; accompagnée en pointe d'un lion léopardé d'or et en chef de trois grenades d'argent posées en orle. »

« Armes de Baron de l'Empire : D'azur à la bande cousue de gueules, chargée en cœur de l'insigne des chevaliers légionnaires ; accompagnée en pointe d'un lion léopardé d'or et en chef de trois grenades d'argent posées en orle ; au canton des Barons militaires brochant. »

## Sources
- Archives nationales (CARAN) – Service Historique de l’Armée de Terre – Fort de Vincennes – Dossier S.H.A.T. côte : 8 Yd 1 512.
- La Revue du Mortainais : Victor Gastebois, Roger Calandot, MM. Henri et Léonce Josset.
- Source héraldique : Dominique Duchemin, adhérente du Cercle Généalogique de la Manche.
- « Cote LH/1878/60 », base Léonore, ministère français de la Culture